# Museum of Welsh Life

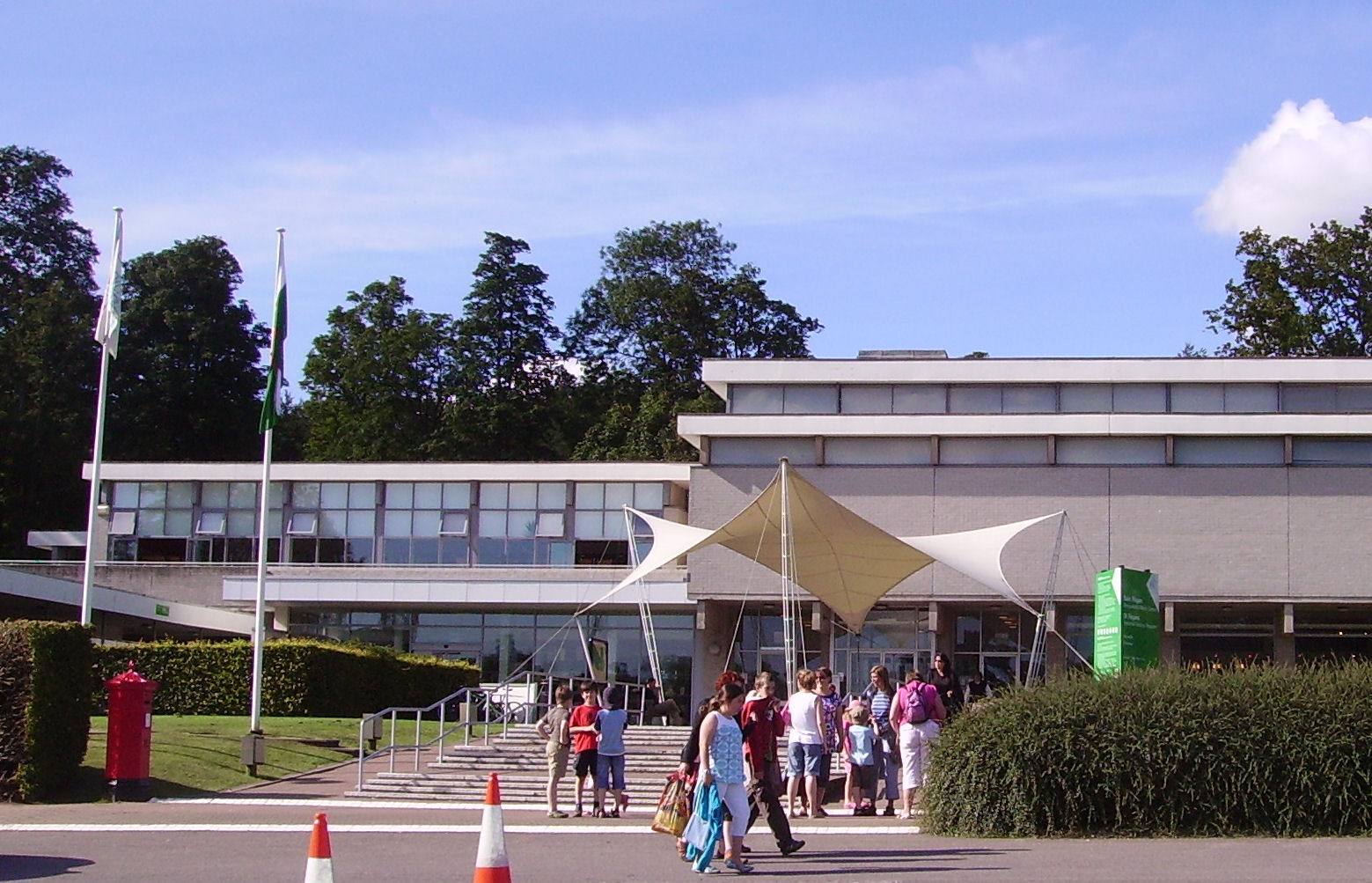
Hauptgebäude des Museums

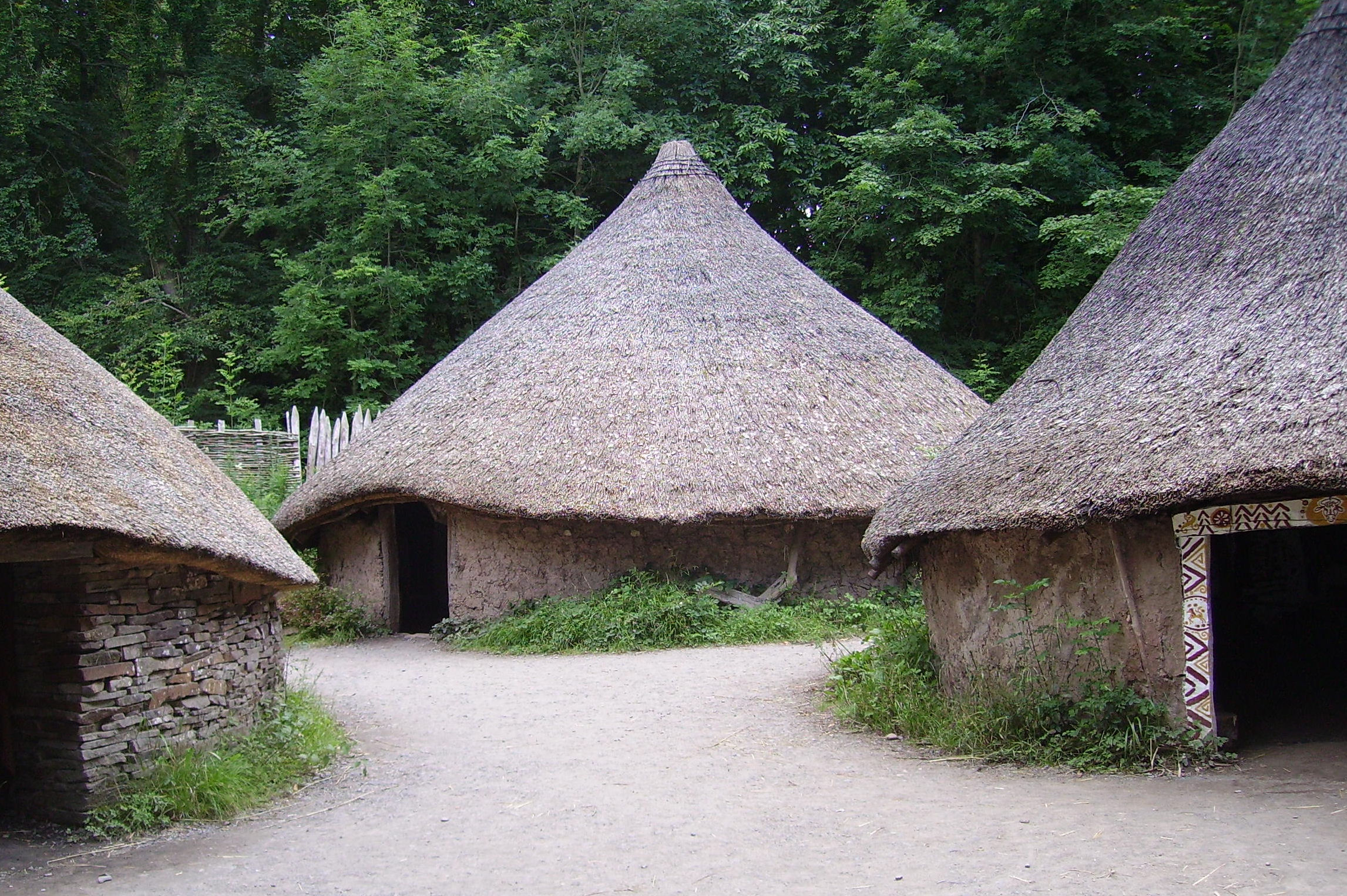
Sogenanntes keltisches Dorf

Das Museum of Welsh Life (englisch St Fagans National History Museum, walisisch Amgueddfa Werin Cymru) ist ein Freilichtmuseum in St Fagans in der City and County of Cardiff.

## Geschichte

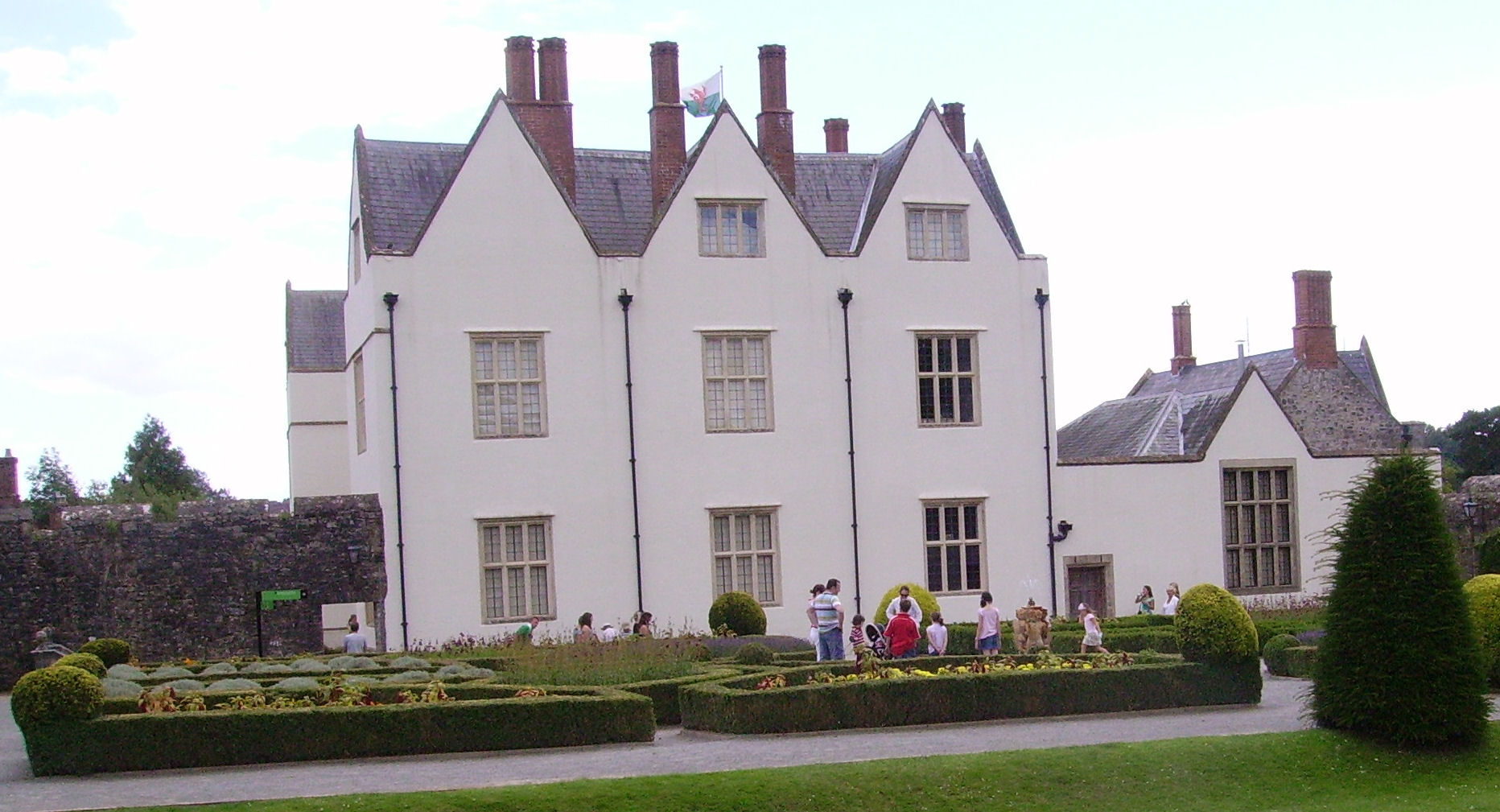
Schloss St Fagans

Das Museum wurde im Jahr 1946 mit der Stiftung des Grundstücks und des Schlosses von St Fagans (1580) durch den Earl of Plymouth gegründet. Es öffnete im Jahr 1948 unter dem Namen „Welsh Folk Museum“. Maßgeblich an der Gründung und an der frühen Entwicklung des Museums beteiligt war Iorwerth Peate.
2024 betrug die Besucherzahl etwa 601.000 Personen.

## Beschreibung
Auf dem Gelände kann man vom keltischen Dorf bis zum Haus der Zukunft alle Epochen des walisischen Lebens nachvollziehen. Dazu wurden aus allen Teilen von Wales Gebäude herbeigeschafft.

## Bildergalerie

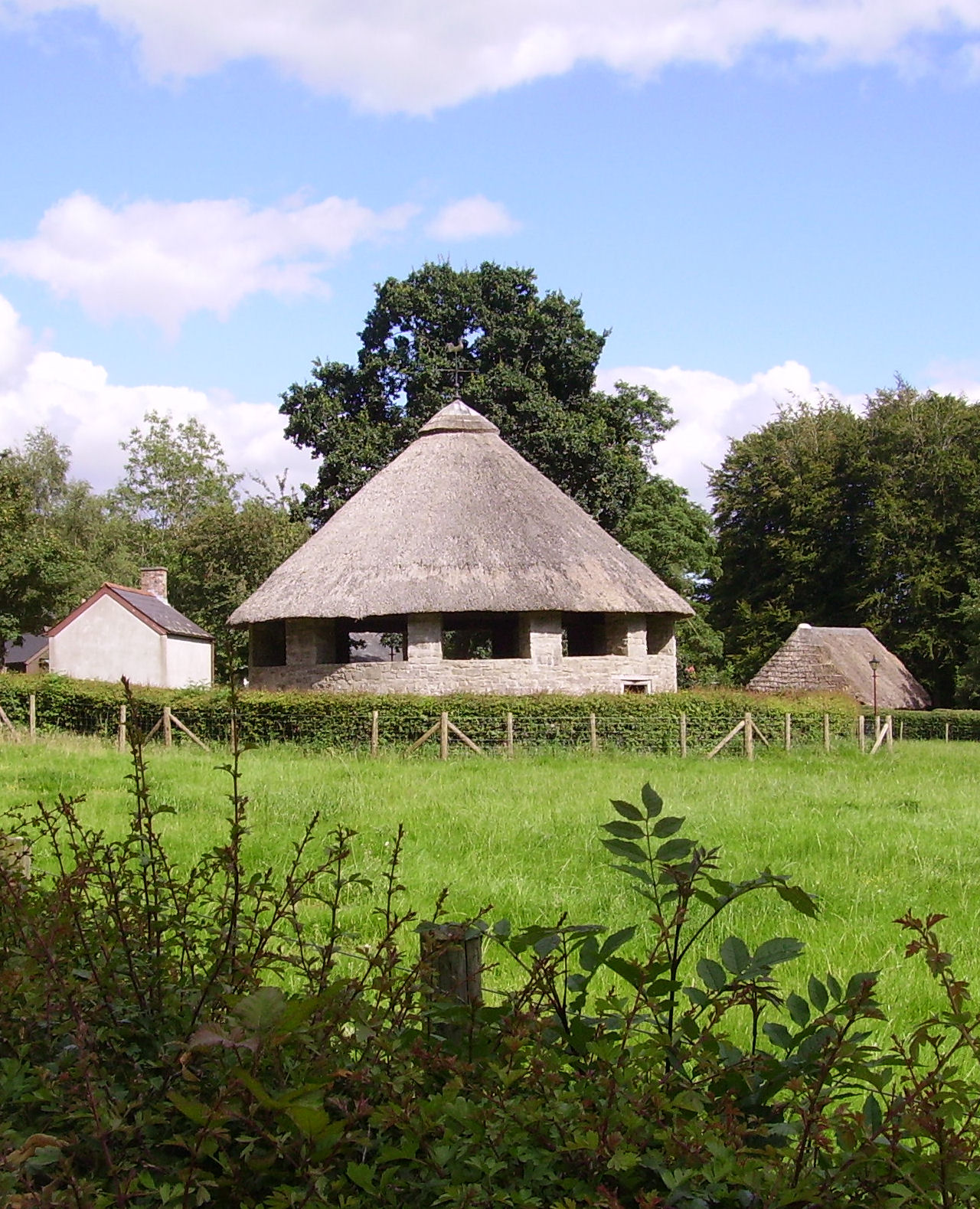
Cockpit für Hahnenkämpfe
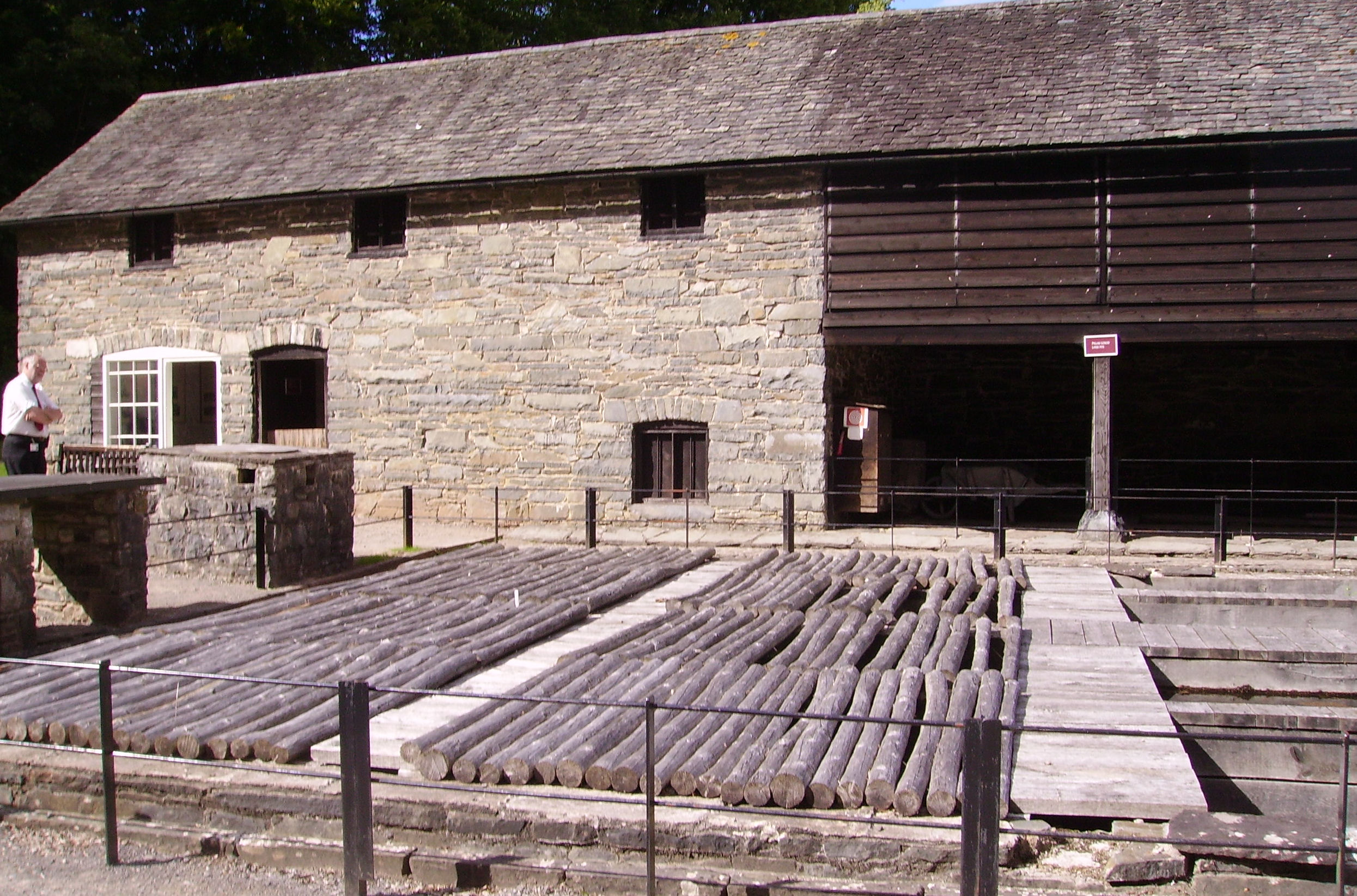
Gerberei
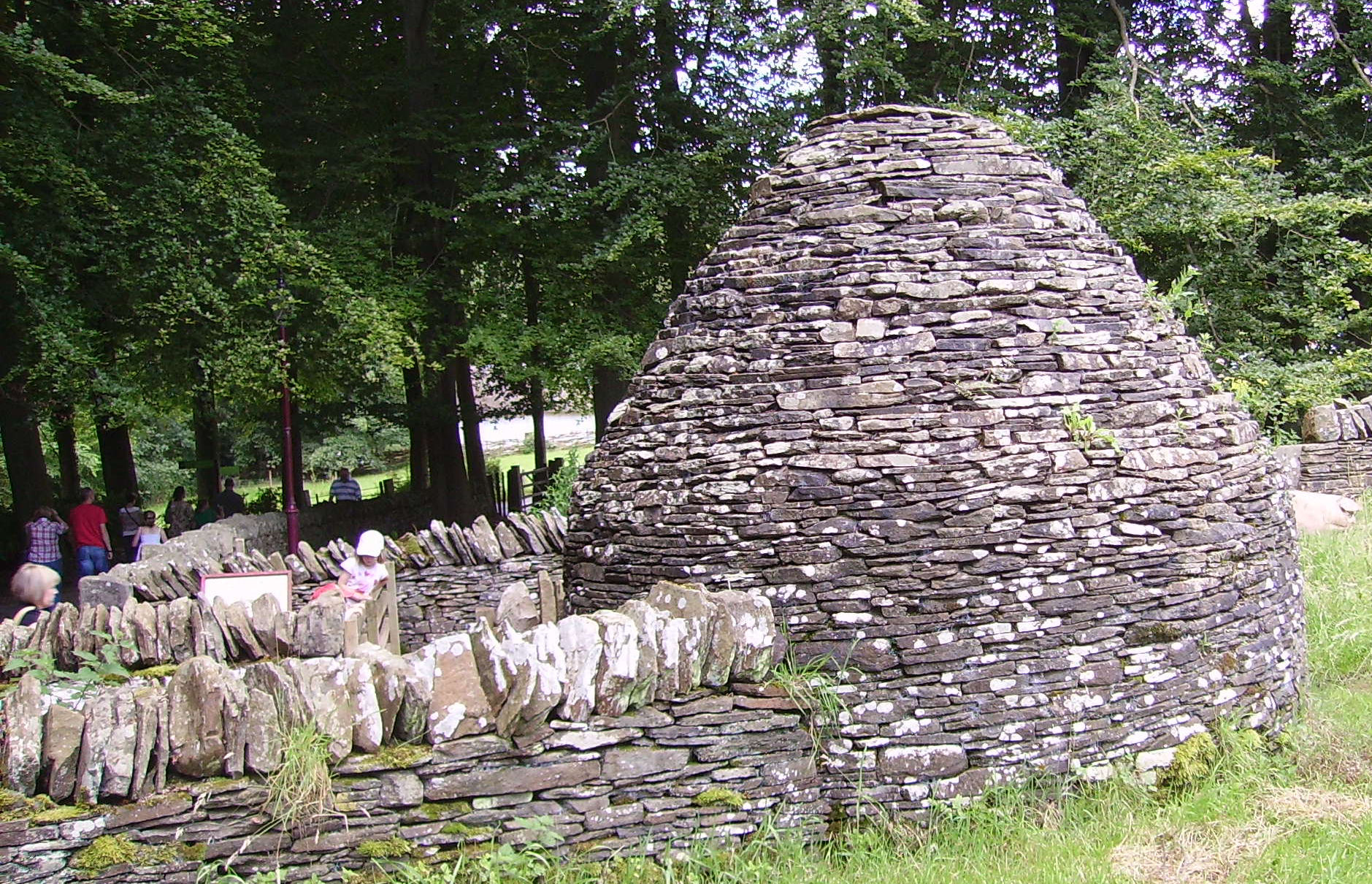
Schweinestall